# زهانج هونغنان
زهانج هونغنان (بالصينية: 张宏楠) (17 يناير 1991 بشنيانغ في الصين - ) هو لاعب كرة قدم صيني في مركز الدفاع. شارك مع منتخب الصين تحت 20 سنة لكرة القدم. أما مع النوادي، فقد لعب مع غوانغجو إفرغراند تاوباو ونادي شنجن.

## وصلات خارجية
- زهانج هونغنان على موقع قاعدة بيانات كرة القدم.إي يو (الإنجليزية)